# Orange Walk Town
Orange Walk Town è la seconda città più grande del Belize, nonché capitale del distretto di Orange Walk. L'insediamento si trova sulla sponda sinistra del New River/Río Nuevo, 106 chilometri a nord della città di Belize e 50 chilometri a sud di Corozal Town.
Durante il periodo maya, l'area era conosciuta come Holpatin. Attualmente la città è anche chiamata Sugar City (Città dello zucchero) per la sua importante industria di lavorazione della canna da zucchero (industria tradizionale del luogo).
La popolazione è costituita, oltre che da maia e mestizo, da popolazioni dell'America centrale, cinesi ed indiani.